# 霍爾諾斯泰皮爾
51°4′15″N 30°15′8″E / 51.07083°N 30.25222°E
霍爾諾斯泰皮爾（羅馬化：Hornostaipil）是位於烏克蘭北部基辅州维什霍罗德区的伊萬基夫市鎮的村莊。該村始建於1294年，面積3平方公里，海拔高度112米，2001年人口1,033，人口密度每平方公里344.3人。